# Aloândia
Aloândia là một đô thị ở bang Goiás. Dân số đô thị này năm 2004 ước khoảng 2.198 người.
Aloândia có các địa điểm nổi bật như giáo đường, thác nước.